# Regaré con lágrimas tus pétalos
Regaré con lágrimas tus pétalos es un cortometraje de dibujos animados realizado por Juan Carlos Marí y producido en colaboración con el "Ministerio de cultura ICAA", "Canal 9 TVV", La "Generalitat Valenciana", ganador del Premio Goya al mejor cortometraje de animación en la XVIII edición de los Premios Goya.

## Sinopsis
Esta historia se desarrolla en un apacible pueblo perdido entre las montañas. Todo empieza cuando después de una intensa lluvia de verano- una gotita de agua cae justo encima de una rosa que vive tranquilamente en el patio de una casa, surgiendo entre estos dos una bonita historia de amor.